# Seiji Noma
Seiji Noma (野間 清治; Kiryū, 17 de diciembre de 1878 - 16 de octubre de 1938) fue un editor y escritor japonés, fundador de la editorial Kōdansha.

## Biografía
Noma se graduó como profesor en marzo de 1904 y asumió el cargo de profesor de Educación Secundaria en Okinawa, ciudad donde permaneció hasta 1908. Durante este tiempo, llegó a conocer el karate Okinawa. En 1909 fundó la editorial Kōdansha. Además de numerosas revistas de Manga, Kōdansha es una de las principales editoras de Budō. Noma practicó desde la escuela el Kendō. En 1925, Noma construyó su propio gimnasio o Dōjō de Kendō, el Noma Dōjō, negocio que se mantuvo en el tiempo además de la editorial.